# 李周浩 (游泳运动员)
李周浩（韩语： I Juho，1995年1月23日—），韩国男子游泳运动员，2018年亚洲运动会男子100米仰泳和混合4×100米混合泳接力铜牌得主、2022年亚洲运动会男子4×100米混合泳接力银牌得主和男子100米仰泳铜牌得主。